# Graham Nash
Pour les articles homonymes, voir Nash.
Graham William Nash, né le 2 février 1942 à Blackpool (Royaume-Uni), est un auteur-compositeur-interprète britannique, chanteur, claviériste et guitariste de folk rock. Il rencontre la célébrité avec les groupes The Hollies,  Crosby, Stills & Nash, Crosby, Stills, Nash and Young et du duo Crosby & Nash.

## Biographie
À partir de 1962, année de leur formation, Graham Nash est un membre fondateur du groupe pop The Hollies. Il y compose de nombreuses chansons avec son ami d'enfance Allan Clarke, mais chante peu. En 1968, il rencontre David Crosby (ex-The Byrds) durant une tournée américaine des Hollies. Se sentant prisonnier de l'image « pop » des Hollies, il quitte le groupe et forme un nouveau projet avec Crosby et Stephen Stills (ex-Buffalo Springfield). Le groupe, simplement appelé Crosby, Stills & Nash, lui offre une notoriété encore supérieure à celle qu'il connaissait au sein des Hollies.
Entretemps, en 1970, le jeune canadien Neil Young se joint au trio et le nom devient ainsi Crosby, Stills, Nash and Young, juste à temps pour leur prestation à Woodstock qui leur apportera une notoriété plus grande encore. Et la même année ils produisent leur premier album, Déjà Vu, qui sera un succès assuré, on y retrouve des chansons telles que la reprise de la composition de Joni Mitchell, Woodstock, Almost Cut My Hair de David Crosby, Our House de Graham Nash, Carry On/Questions de Stills, Country Girl et Helpless de Neil Young, etc. 
Nash publie son premier album solo, Songs for Beginners, en 1971. En décembre de la même année, il part en tournée en Europe avec David Crosby. Les deux hommes s'entendent à merveille et collaborent durant l'essentiel des années 1970, publiant quatre albums. Graham Nash David Crosby, sorti en 1972, inclut la chanson Immigration Man. La même année, Nash réalise War Song avec Neil Young ; les deux chansons traitent de la guerre du Viêt Nam et de la présidence de Richard Nixon. Après les albums Wind on the Water (1975) et Whistling Down the Wire (1976), les problèmes de drogue de Crosby mettent un terme à la collaboration du duo.
En 1979, Nash participe au concert anti-nucléaire No Nukes et est cofondateur de Musicians United for Safe Energy. Dans les années 1980, Nash enregistre deux albums solo et participe à des albums et concerts de retrouvailles, d'une part avec Crosby et Stills et d'autre part avec les Hollies en 1983. Sa réunion avec les Hollies donne lieu à un album, What Goes Around..., et à une tournée aux États-Unis.
Il a participé en 2005 à l'album Analogue du groupe a-ha, en interprétant avec Morten Harket les titres Cosy Prisons et Over the Treetops. L'année suivante, il apparaît avec David Crosby sur l'album On an Island de David Gilmour.
Également passionné de photographie, Nash a créé Nash Editions, une société qui utilise les techniques les plus avancées pour scanner et imprimer des documents.
En 2006, lui et David Crosby retrouvent Gilmour et participent à la tournée qu'il fait alors, on les entend d'ailleurs sur le DVD Remember That Night sur 4 chansons. Ils remettent les couverts en 2008 sur le DVD Live in Gdańsk alors qu'ils chantent Find the Cost Of Freedom. 
Et finalement ils sont sur le plus récent album solo de Gilmour, Rattle That Lock sur la chanson A Boat Lies Waiting.
En janvier 2022 alors en pleine pandémie de Covid 19, il s'est insurgé que sa chanson Chicago soit utilisée par Robert Francis Kennedy Jr.  pour faire la promotion  de l'anti-vaccination par celle-ci.

## Vie privée
En 1964, Nash se marie une première fois avec Rose Eccles, mais il s'en sépare deux ans plus tard.
A la fin des années 1960, il entame une liaison avec  Joni Mitchell. La chanson Our House (en), qu'il compose alors, fait allusion à la maison qu'il partage avec la chanteuse à Laurel Canyon, en Californie.
En 1978, il épouse Susan Sennett. Le couple a trois enfants mais se sépare au bout de 38 ans, en 2016.
Ayant quitté Hawaï pour New York, le chanteur partage depuis sa vie avec Amy Grantham, une photographe et réalisatrice de films, ayant 37 ans de moins que lui.

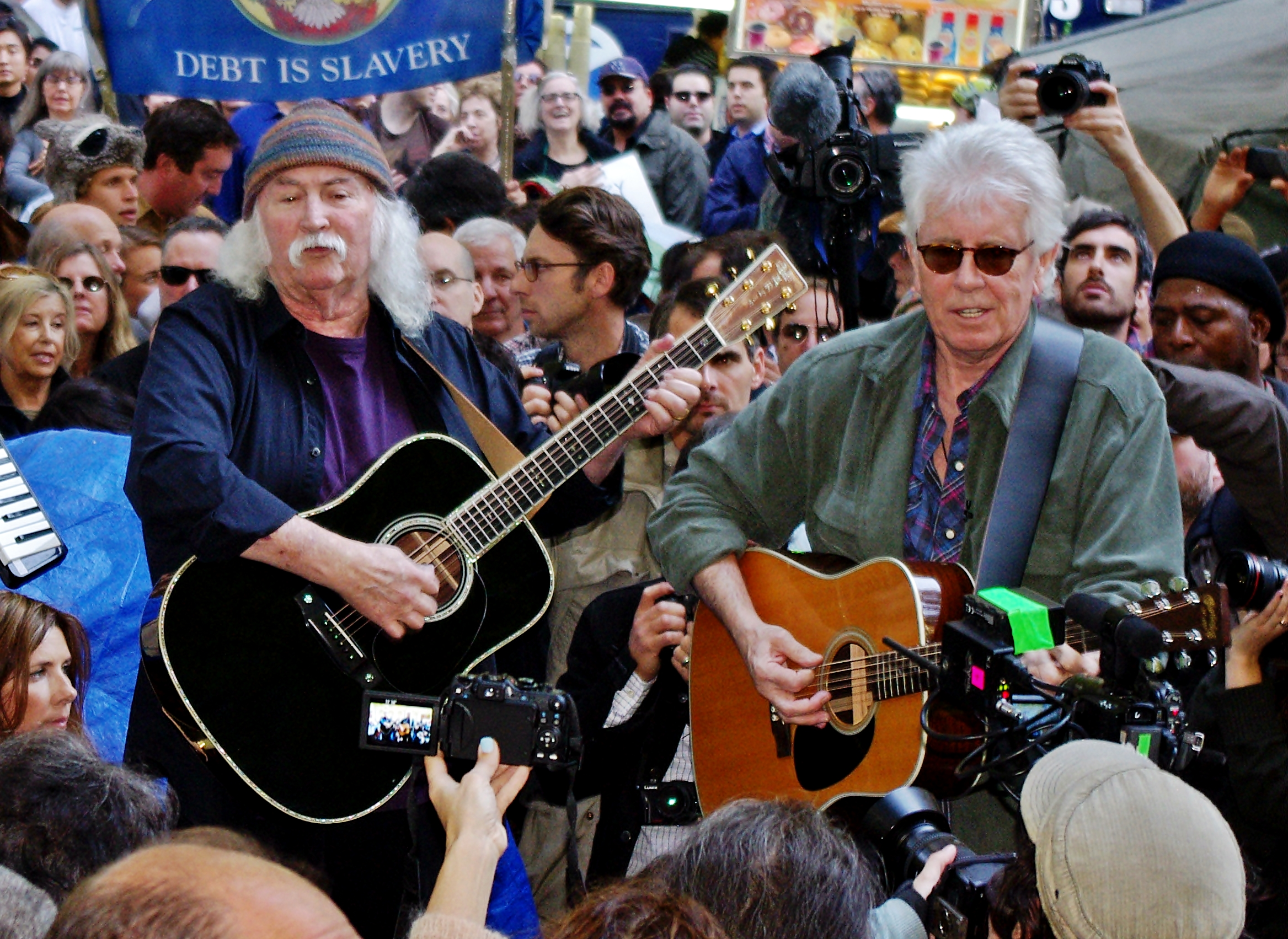
David Crosby et Graham Nash jouent à Occupy Wall Street en novembre 2011.

## Discographie

### Solo

#### Albums studio
- 1971 : Songs for Beginners
- 1973 : Wild Tales
- 1980 : Earth and Sky
- 1986 : Innocent Eyes
- 2002 : Songs for Survivors
- 2016 : This Path Tonight
- 2023 : Now

#### Album en concert
- 2022 : Live: Songs for Beginners & Wild Tales (concerts enregistrés en 2019)

#### Compilations
- 2009 : Reflections
- 2018 : Over the Years (2 CD)

### Comme membre d'un groupe

#### Avec les Hollies
- 1964 : Stay with the Hollies
- 1964 : In the Hollies Style
- 1965 : Hollies
- 1966 : Would You Believe?
- 1966 : For Certain Because...
- 1967 : Evolution
- 1967 : Butterfly
- 1983 : What Goes Around...

#### Avec Crosby, Stills and Nash
- 1969 : Crosby, Stills and Nash
- 1977 : CSN'
- 1982 : Daylight Again
- 1990 : Live It Up
- 1994 : After the Storm

#### Avec Crosby, Stils, Nash and Young
- 1970 : Déjà Vu
- 1988 : American Dream
- 1999 : Looking Forward

#### Avec Crosby & Nash
- 1972 : Graham Nash David Crosby
- 1975 : Wind on the Water
- 1976 : Whistling Down the Wire
- 2004 : Crosby & Nash

### Participations
- 1964 : The Rolling Stones des Rolling Stones (chœurs sur Little by Little)
- 1971 : If I Could Only Remember My Name de David Crosby (chant sur Music is Love)
- 1974 : On the Beach de Neil Young (piano sur la chanson-titre)
- 1975 : Stills de Stephen Stills (chœurs)
- 1982 : Fast Times at Ridgemont High (Bande Sonore du film) - Sur Love Is the Reason
- 1984 : Right by You de Stephen Stills (chœurs sur 5 chansons)
- 1986 : American Anthem (Bande Sonore du film) - Sur Wings to Fly
- 1989 : Oh Yes I Can de David Crosby (sur Tracks in the Dust, Distances et My Country 'Tis of Thee)
- 1991 : Stephen Stills de Stephen Stills - Sur 6 chansons
- 1993 : Thousand Roads de David Crosby - Sur Too Young To Die et Old Soldier
- 1994 : It's All Coming Back To Me Now... de David Crosby - Sur Déjà Vu, Long Time Gone et Wooden Ships
- 2005 : Analogue de a-ha (chœurs sur Cosy Prisons et Over the Treetops)
- 2005 : Man Alive! de Stephen Stills (sur Wounded World et Acadienne)
- 2006 : On an Island de David Gilmour
- 2007 : Remember That Night de David Gilmour
- 2008 : Live in Gdańsk de David Gilmour
- 2011 : Rave On Buddy Holly, album hommage à Buddy Holly (sur Raining in My Heart)
- 2012 : America Come Home de Joel Rafael (sur la chanson-titre)
- 2015 : Rattle That Lock de David Gilmour (chœurs sur A Boat Lies Waiting)
- 2016 : The California Hungerton Benefit 1988 - Artistes variés, avec Crosby, Stills, Nash & Young, Jackson Browne, Bruce Springsteen, J. D.Souther
- 2019 : Joni 75: A Birthday Celebration - Artistes variés - (Album incluant 1 CD et 1 DVD hommage à Joni Mitchell - Graham sur Our House)
- 2022 : Hey Doll Baby - Artistes variés - (Album hommage aux Everly Brothers) - Graham sur So Sad (To Watch Good Love Go Bad)